# День семьи, любви и верности
День семьи, любви и верности — праздник в России, который отмечается 8 июля и приурочен к православному дню памяти святых князя Петра и его жены Февронии. Официально установлен как праздник в России указом Президента от 28 июня 2022 года.

## История

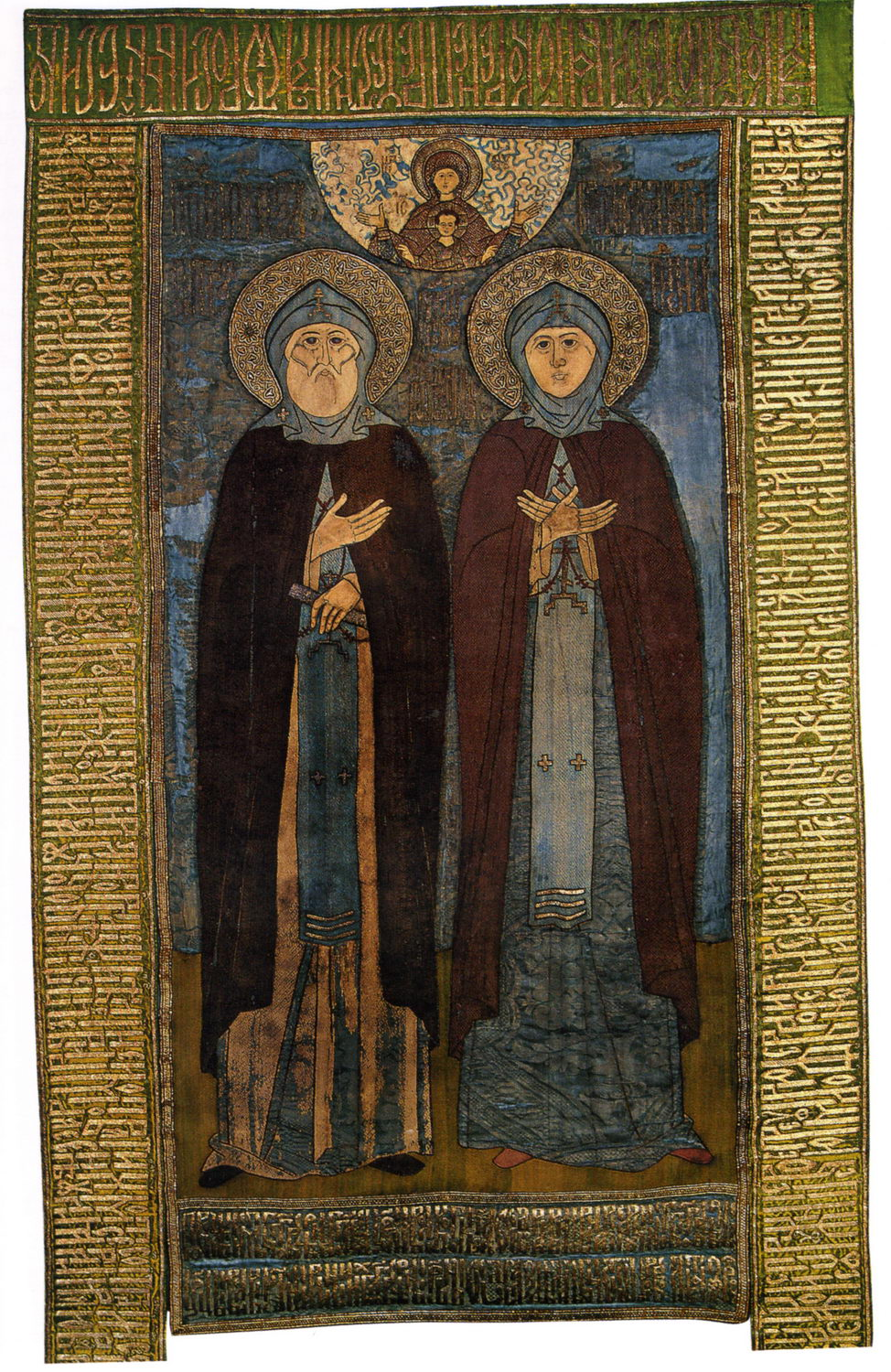
Покров с изображением Петра и Февронии — вклад в Богородице-Рождественский собор царя Фёдора и царицы Ирины. Изготовлен в царицыной мастерской в 1593 году

В 1990-х годах в Муроме (Владимирская область), после окончания периода советской секуляризации было возрождено почитание православных святых Петра и Февронии. Пётр и Феврония — канонизированные в 1547 году русские православные святые, князь и княгиня, персонажи выдающегося произведения средневековой русской литературы — содержащей фольклорные мотивы «Повести о Петре и Февронии» (автор Ермолай-Еразм, XVI в.). Предположительно Пётр отождествляется с муромским князем Давыдом Юрьевичем, умершим в 1228 году, но историческая реальность Петра и Февронии дискуссионна; в частности, в некоторых житийных источниках XVI в. («Повесть» Ермолая-Еразма не была одобрена Церковью как официальное житие) Феврония называется матерью Петра или не упоминается.
В начале 2000-х годов решением мэра Мурома Валентина Качевана ко дню Петра и Февронии было впервые приурочено празднование дня города. Перенос светского праздника градоначальник мотивировал сохранением исторического облика города: к дате торжественных мероприятий были привязаны сроки окончания работ по реставрации муромских церквей. В последующие годы местная администрация пыталась популяризовать день Петра и Февронии, как альтернативу дню Святого Валентина, но самостоятельно не смогла добиться успеха.
В 2006 году по инициативе городских властей жители Мурома собрали 15—20 тысяч подписей под обращением о «Всероссийском дне супружеской любви и семейного счастья (в память благоверных князей Петра и Февронии Муромских)», в котором призывали объявить 8 июля всероссийским праздником, посвящённым нравственным и духовным семейным ценностям. Накануне Крещения 18 января 2008 года глава Счётной палаты, почётный гражданин Мурома и глава попечительского совета Спасо-Преображенского монастыря Сергей Степашин, настоятель монастыря игумен Кирилл (Епифанов) и другие государственные и общественные деятели подписали коммюнике об учреждении праздника. Инициативу поддержали региональные руководители и общественные деятели, Государственная дума, Совет Федерации и Русская православная церковь.
Всероссийский праздник, получивший название «День семьи, любви и верности», впервые прошёл 8 июля 2008 года. Его организатором стал Фонд социально-культурных инициатив, возглавляемый Светланой Медведевой, супругой третьего президента России Дмитрия Медведева. Далее праздник стал отмечаться ежегодно. За съёмку праздника отвечает компания «Красный квадрат», телевещание осуществляет «Первый канал».

## Празднование

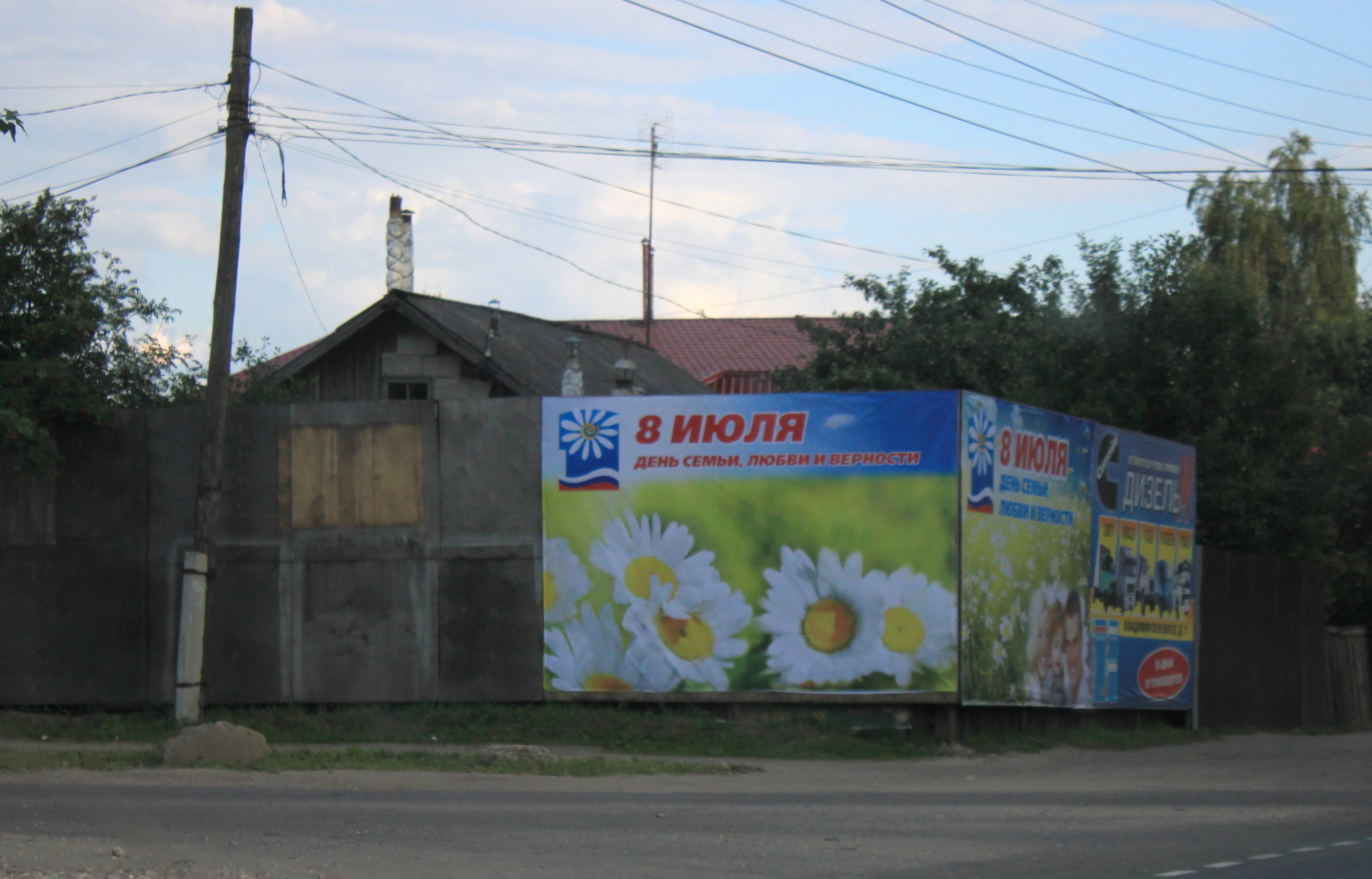

Главные торжества Дня семьи, любви и верности устраиваются в Муроме 8 июля или в предшествующий празднику выходной, если дата приходится на будни. В городе проходят концерты, проводятся торговые и ремесленные ярмарки, открываются анимационные площадки для детей, а праздничный вечер отмечается гала-концертом и праздничным фейерверком. Светлана Медведева почти каждый год приезжает на праздник в Муром, иногда её сопровождает муж.
Накануне празднования в 2016 году депутаты Государственной думы от партии ЛДПР Ярослав Нилов и Алексей Диденко внесли в парламент законопроект об объявлении 8 июля выходным днём. Профильный думский комитет принял решение, что введение нерабочего дня сократит фонд рабочего времени и плохо скажется на производстве и расходах бюджета, спустя год законопроект был отклонён в первом чтении.

### Традиции
Символом Дня семьи, любви и верности стала ромашка. В день празднования плетут венки из ромашек, дарят букеты ромашек и «февроньки» — открытки с изображением ромашек или других символов семьи. Популярной традицией стало заключение браков 8 июля: по этому случаю многие ЗАГСы продлевают часы работы и отказываются регистрировать разводы. Наибольшей популярностью пользуются залы регистрации гражданских состояний Мурома, где стараются зарегистрировать брак жители других городов и стран. В то же время Русская православная церковь не приветствует данную традицию, поскольку в церковном календаре эта дата выпадает на период Петрова поста, когда не совершается таинство венчания. В качестве альтернативы для бракосочетаний 26 декабря 2012 года Священный синод РПЦ предложил дату обретения мощей Петра и Февронии 13 сентября.

### Награда

Реверс награды «За любовь и верность» и удостоверение

Важная часть мероприятий 8 июля — вручение медали «За любовь и верность», учреждённой Организационным комитетом по проведению Дня семьи, любви и верности в Российской Федерации. На реверсе награды изображена ромашка, аверс украшен ликами Петра и Февронии и девизом «За любовь и верность семье». Награды удостаиваются пары, живущие в браке более 25 лет, «получившие известность среди сограждан крепостью семейных устоев» и «воспитавшие детей достойными членами общества». Кандидатов на награду рекомендуют муниципальные власти, а награждение проходит на региональном и федеральном уровне. Помимо медалей, лауреаты получают ценные подарки от местных властей, соответствующие «семейной» тематике.

## Критика

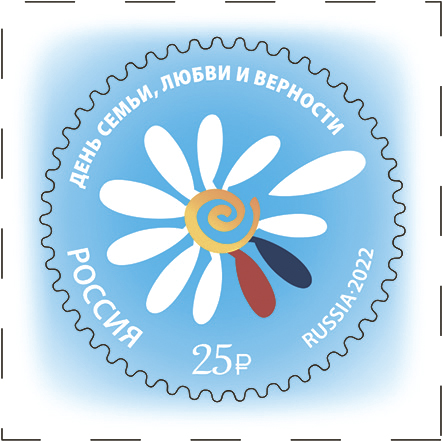
Почтовая марка

Неоднократно отмечалось, что День семьи, любви и верности был введён как символическая замена популярному во всём мире и в России светскому, однако также с религиозной подосновой, празднику — Дню святого Валентина, который рассматривался, как заимствованный и чуждый российской культуре. Актуализация истории святых Петра и Февронии подвергалась критике как со стороны клерикальной общественности, так и светской: и из-за неканоничности предания о житии святых, и с морально-этических особенностей ситуации, изложенной в легенде (брак по принуждению, бездетность и т. д.). Исследователи отмечали характер праздника как «изобретённой традиции». Несмотря на широкую официальную поддержку, нельзя в полной мере утверждать, что праздник стал популярным и народным в России.
В православной среде также имеются противники праздника. Филолог А. А. Данилова так описывала их логику: «Во-первых <…> Феврония, дескать, женила Петра практически насильно, да ещё и сама первая замуж потребовала, это вам не родители благочестиво сосватали, не в храме как друг друга заприметили, так и под венец. Во-вторых, вроде бы, детей у них не было: ну какая без детей православная семья? Ну, и вообще, память их празднуется постом, а венчать постом не положено, какой тут семейный праздник? Вот бы взяли Кирилла и Марию Радонежских — у них всё честь по чести — многодетные, память не постом, и жили душа в душу».

## Установка памятников
Учреждение Дня семьи, любви и верности положило начало установке памятников Петру и Февронии во многих городах России. На 2016 год было установлено около 60 памятников, что сделало святых самыми популярными героями памятников в России XXI века и самыми «тиражируемыми» православными святыми в стране. Половина была установлена в рамках общенациональной программы «В кругу семьи», половина — по инициативе местных властей. Большая часть памятников в рамках программы была изготовлена по пяти композициям выпускника Суриковского института скульптора Константина Чернявского. По словам Чернявского, инициатором изготовления первых памятников стал сопредседатель программы и генеральный директор «Ростеха» Сергей Чемезов. Спонсором установки памятников, как правило, выступают работающие в регионах крупные компании («Лукойл», Смоленская АЭС, Курская АЭС, Ростовская АЭС и другие) или местные предприниматели. Участники программы утверждают, что памятники приносят реальную пользу. Например, по заявлению руководителя проекта по установке скульптур Виталия Брутмана, после появления памятника в Сочи в городе существенно сократилось количество абортов.